# Halenkovice
Halenkovice (en allemand : Allenkowitz) est une commune du district et de la région de Zlín, en République tchèque. Sa population s'élevait à 1 956 habitants en 2020.

## Géographie
Halenkovice se trouve à 7 km au sud-ouest d'Otrokovice, à 16 km à l'ouest-sud-ouest de Zlín, à 63 km à l'est de Brno et à 241 km au sud-est de Prague.
La commune est limitée par Lubná, Vrbka et Nová Dědina au nord, par Žlutava et Napajedla à l'est, par Spytihněv et Kudlovice au sud, et par Košíky à l'ouest.

## Histoire
La localité a été fondée en 1634.

## Galerie

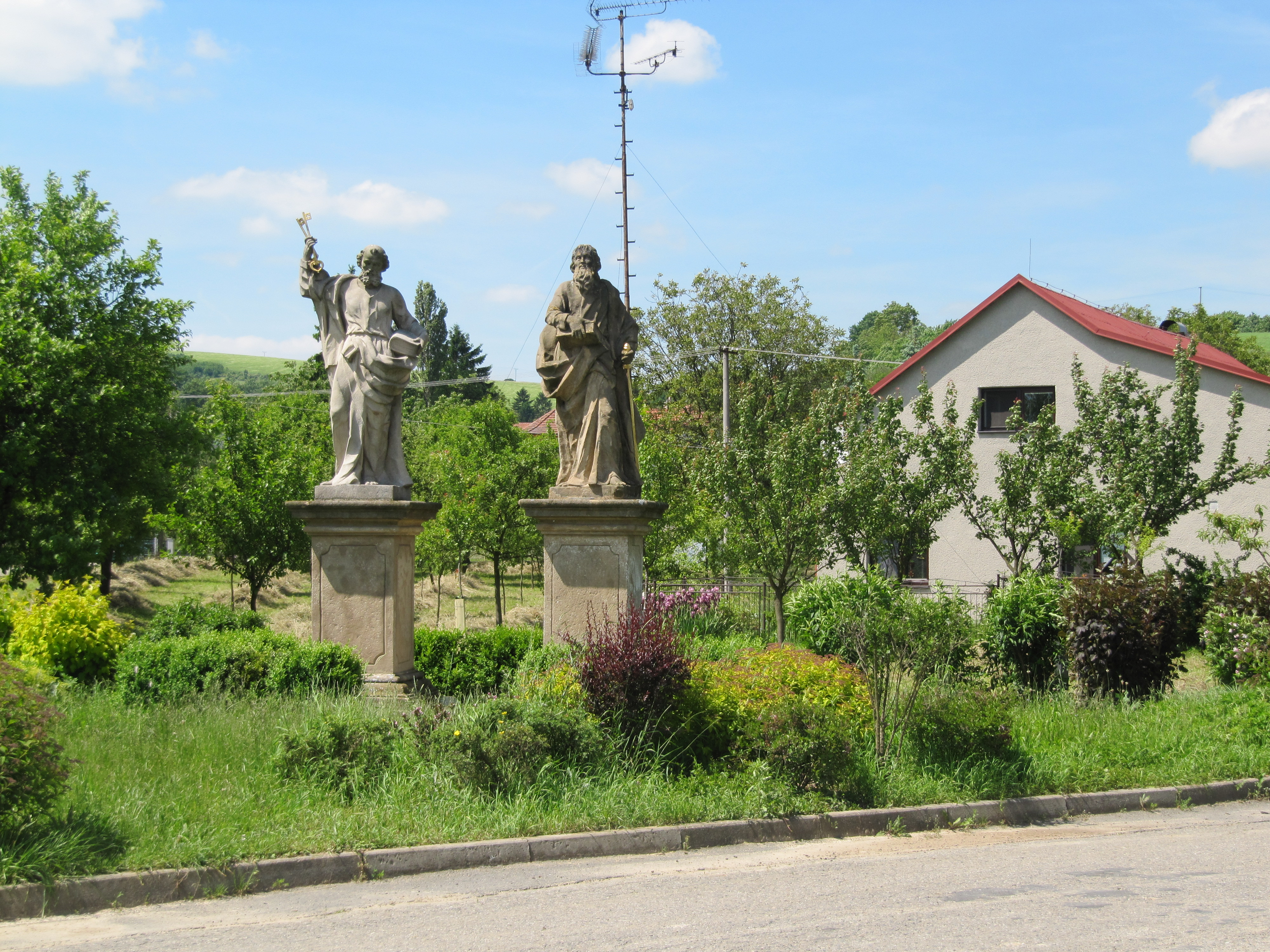
Statues de saints Pierre et saint Paul.
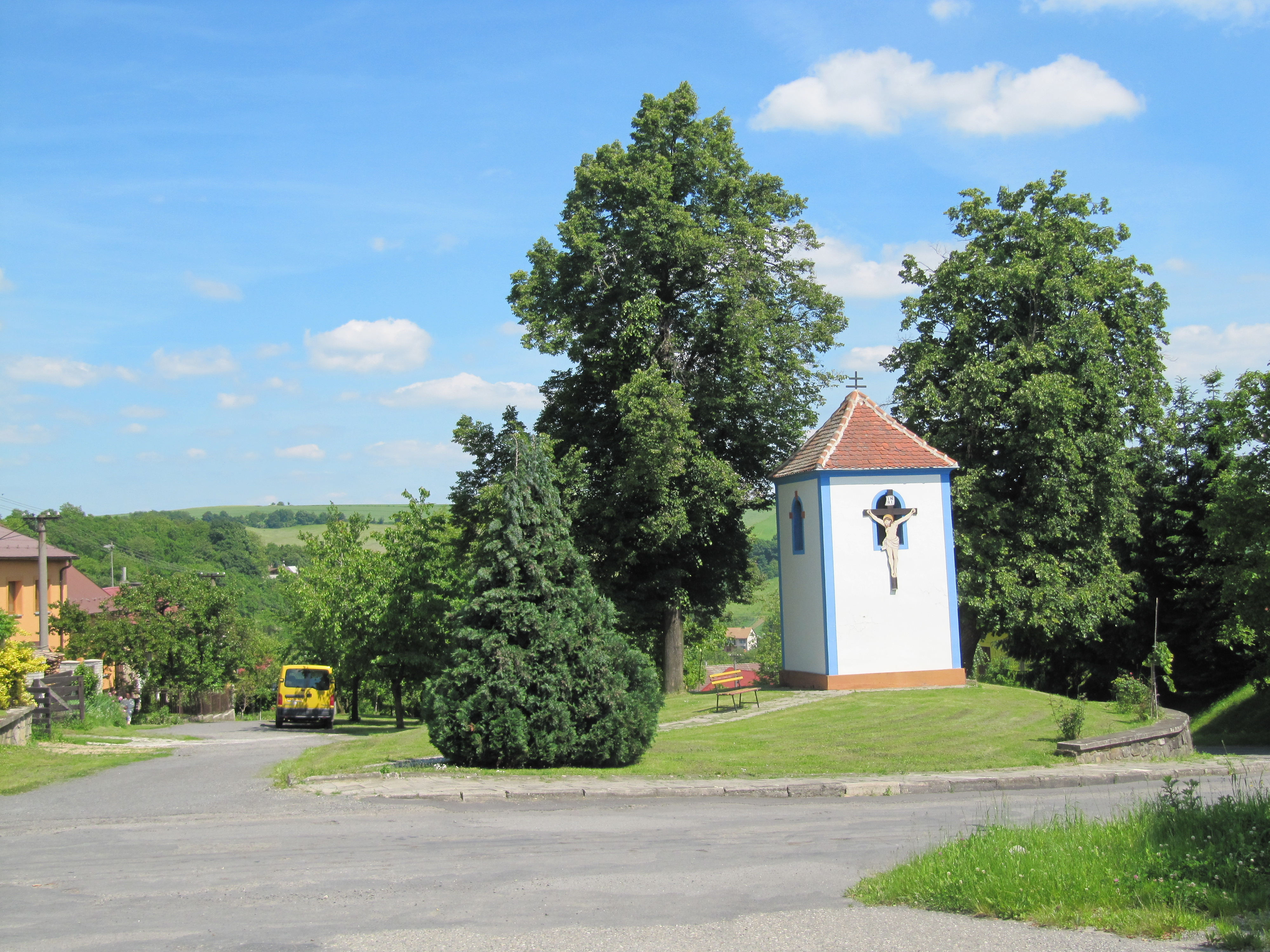
Beffroi.